# Laghi Fogliano, Monaci, Caprolace e Pantani dell'Inferno
Laghi Fogliano, Monaci, Caprolace e Pantani dell'Inferno este o arie protejată (arie specială de conservare — SAC, sit de importanță comunitară — SCI) din Italia întinsă pe o suprafață de 1.429 ha, integral pe uscat.

## Localizare
Centrul sitului Laghi Fogliano, Monaci, Caprolace e Pantani dell'Inferno este situat la coordonatele 41°22′17″N 12°56′47″E / 41.371389°N 12.946389°E.

## Înființare
Situl Laghi Fogliano, Monaci, Caprolace e Pantani dell'Inferno a fost declarat sit de importanță comunitară în iunie 1995 pentru a proteja 29 de specii de animale. Situl a fost protejat și ca arie specială de conservare în august 2017.

## Biodiversitate
Situată în ecoregiunea mediteraneană, aria protejată conține 15 habitate naturale: Păduri de Quercus ilex și Quercus rotundifolia, Pseudostepă cu ierburi și specii anuale de Thero-Brachypodietea, Pășuni mediteraneene udate de apa mării (Juncetalia maritimi), Pajiști umede mediteraneene cu ierburi înalte de Molinio-Holoschoenion, Dune mobile cu vegetație embrionară, Dune de coastă cu Juniperus spp., Dune cu vegetație ierboasă Brachypodietalia cu specii anuale, Dune împădurite cu Pinus pinea și/sau Pinus pinaster, Dune de pe litoral fixate cu Crucianellion maritimae, Tufărișuri halofile mediteraneene și termo-atlantice (Sarcocornetea fruticosi), Lagune de coastă, Salicornia și alte specii anuale care populează regiunile mlăștinoase și nisipoase, Dune cu vegetație ierboasă Malcolmietalia, Tufărișuri termo-mediteraneene și de pre-deșert, Dune mobile de-a lungul țărmului cu Ammophila arenaria („dune albe”).
La baza desemnării sitului se află mai multe specii protejate:
- păsări (21): privighetoare-de-baltă (Acrocephalus melanopogon), pescăruș albastru (Alcedo atthis), egretă mare (Ardea alba), stârc galben (Ardeola ralloides), rață roșie (Aythya nyroca), bătăuș (Calidris pugnax), chirighiță neagră (Chlidonias niger), erete de stuf (Circus aeruginosus), egretă mică (Egretta garzetta), cufundar polar (Gavia arctica), cocor (Grus grus), piciorong (Himantopus himantopus), stârc pitic (Ixobrychus minutus), stârc de noapte (Nycticorax nycticorax), vultur pescar (Pandion haliaetus), Phalacrocorax carbo sinensis, ploier auriu (Pluvialis apricaria), corcodel-urechiat (Podiceps auritus), chiră de mare (Thalasseus sandvicensis), fluierar de mlaștină (Tringa glareola), Zapornia parva
- mamifere (4): liliac cu aripi lungi (Miniopterus schreibersii), liliac cu picioare lungi (Myotis capaccinii), liliac comun (Myotis myotis), liliacul mare cu potcoavă (Rhinolophus ferrumequinum)
- nevertebrate (2): Euplagia quadripunctaria, Lindenia tetraphylla
- pești (1): Aphanius fasciatus
- reptile (1): țestoasa de baltă (Emys orbicularis)

Pe lângă speciile protejate, pe teritoriul sitului au mai fost identificate 7 specii de plante, 2 specii de amfibieni, 1 specie de mamifere, 3 specii de nevertebrate, 1 specie de reptile.